# Juniperus ashei
Juniperus ashei är en cypressväxtart som beskrevs av J.T. Buchholz. Juniperus ashei ingår i släktet enar, och familjen cypressväxter.
Arten förekommer i USA i delstaterna Arkansas, Missouri, Oklahoma och Texas samt i norra Mexiko i Coahuila. Den växer i kulliga områden och i bergstrakter mellan 500 och 1550 meter över havet. Vädret i regionen är varmt under sommaren och kyligt under vintern. Juniperus ashei ingår buskskogar och glest fördelad i gräsmarker. Den hittas ofta bredvid Juniperus pinchotii och Pinus remota och vid träd av eksläktet.
För beståndet är inga hot kända. Hela populationen ökar. IUCN kategoriserar arten globalt som livskraftig.

## Underarter
Arten delas in i följande underarter:
- J. a. ashei
- J. a. ovata

## Bildgalleri

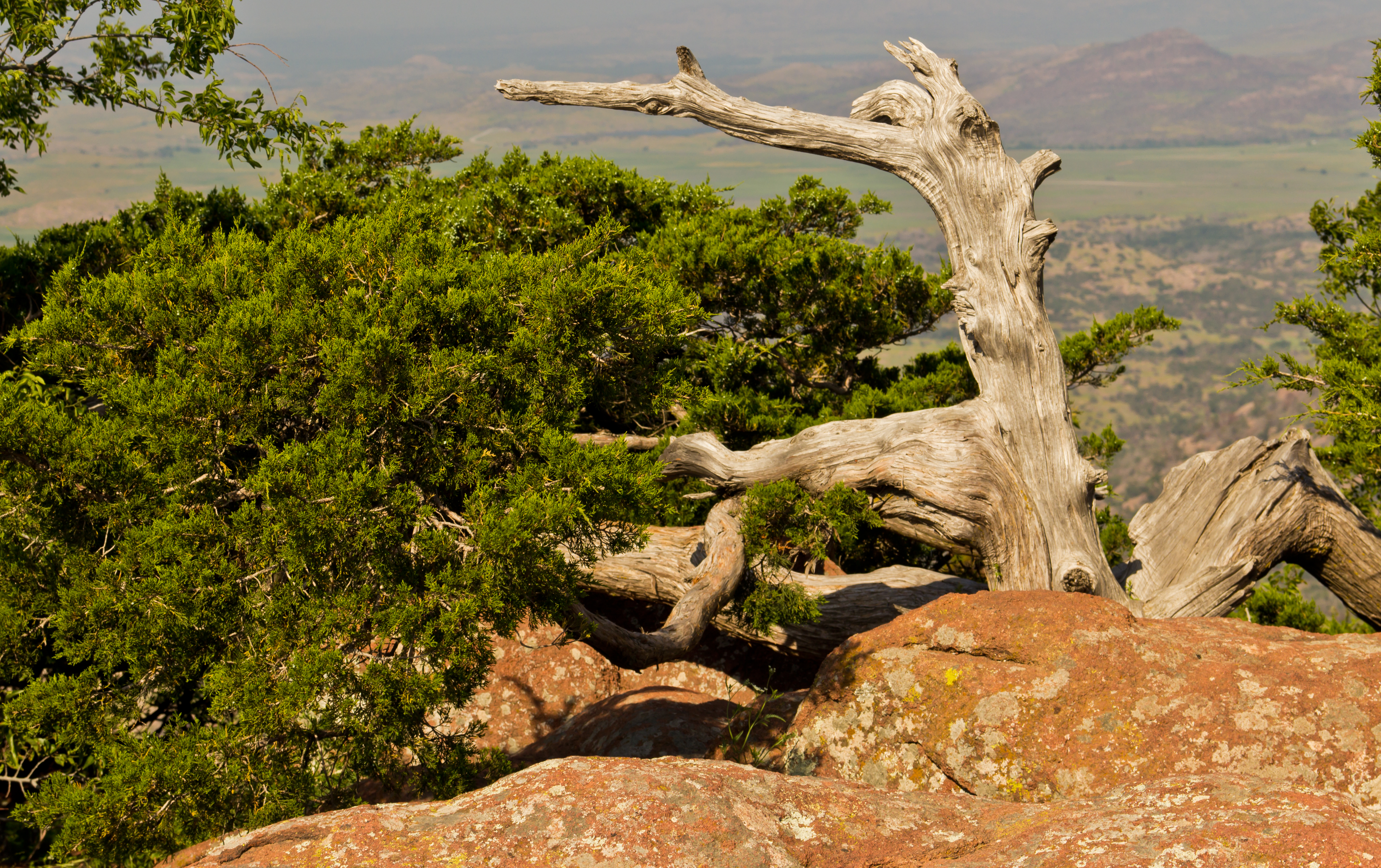
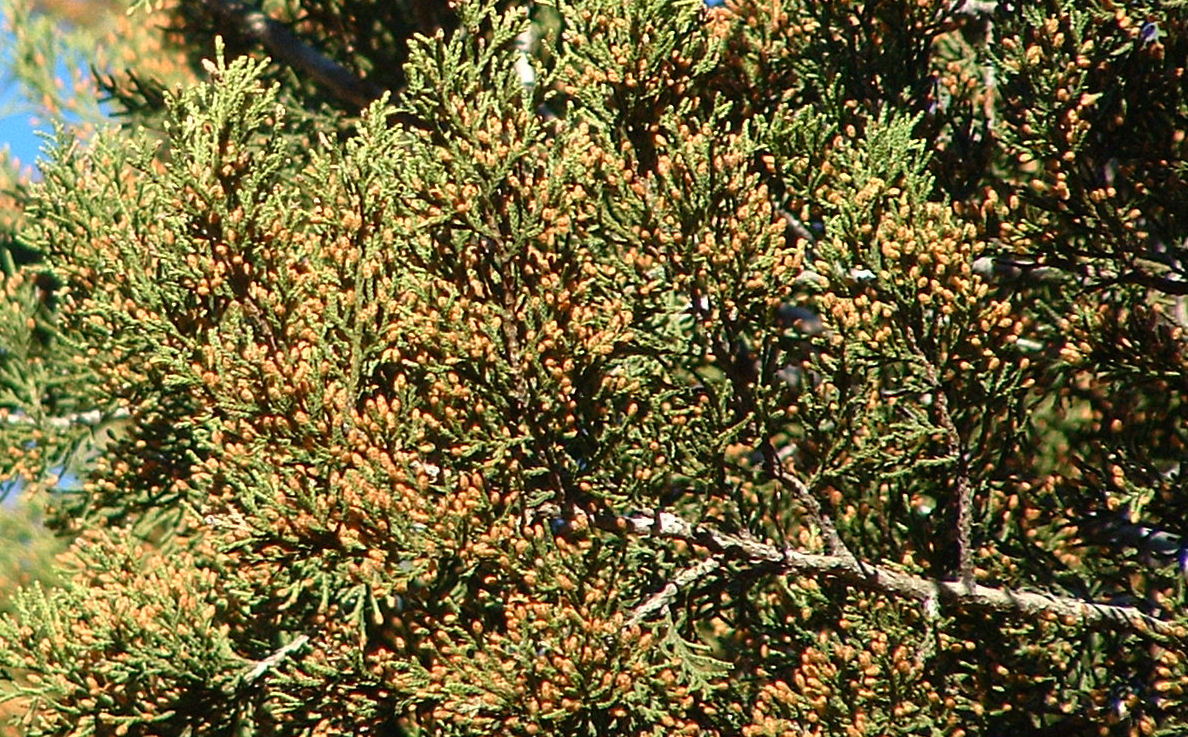
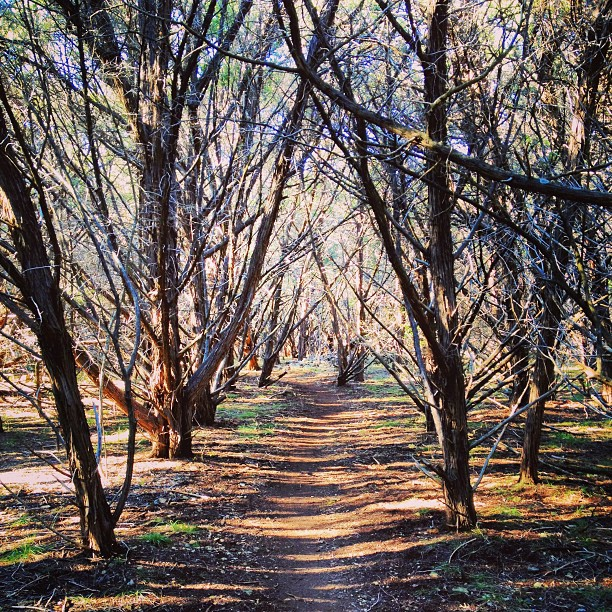
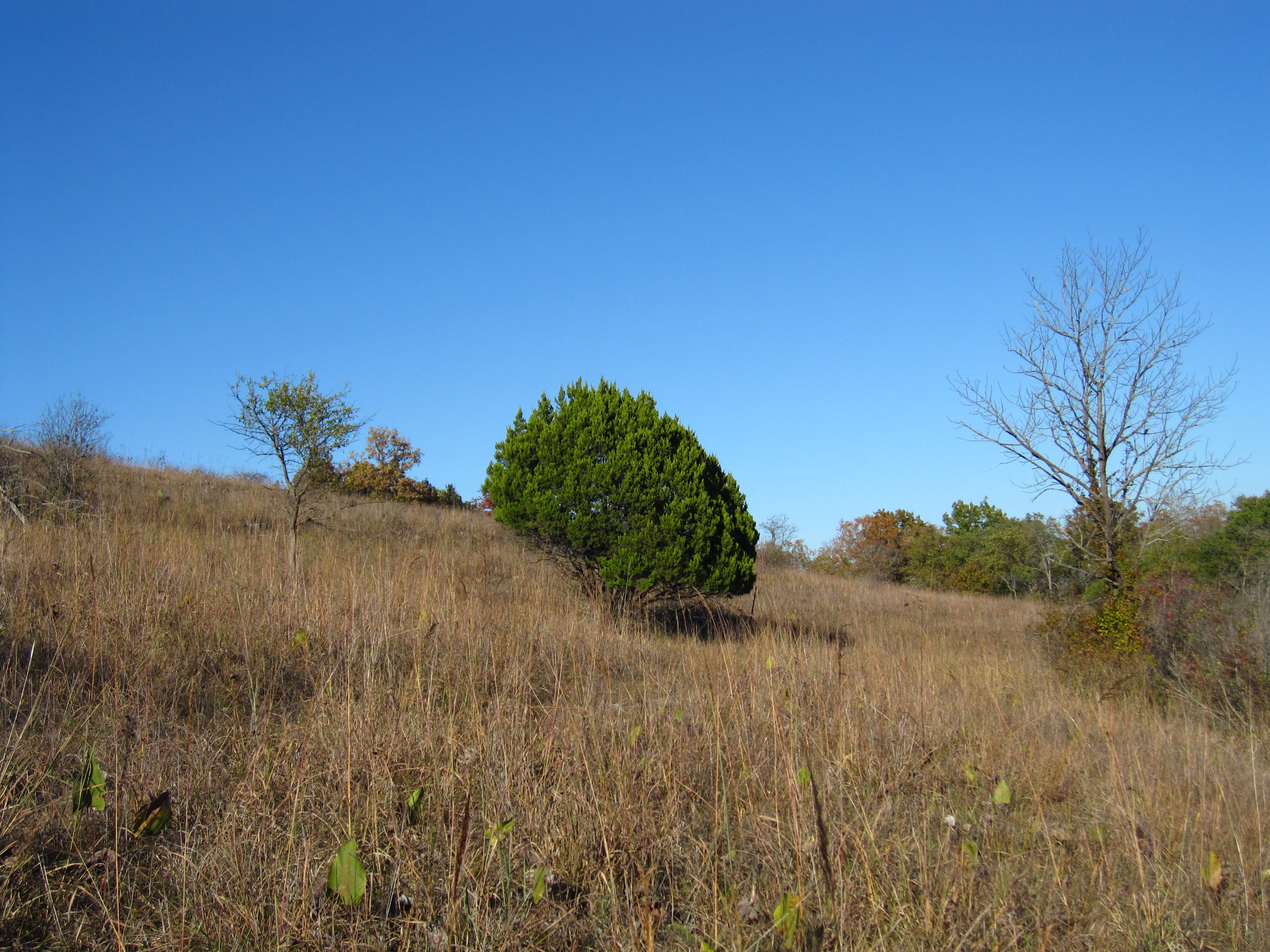
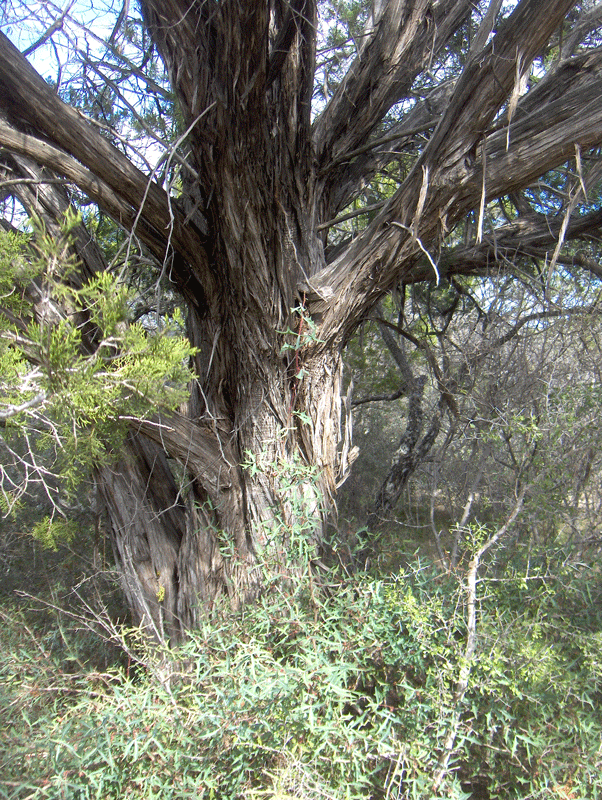
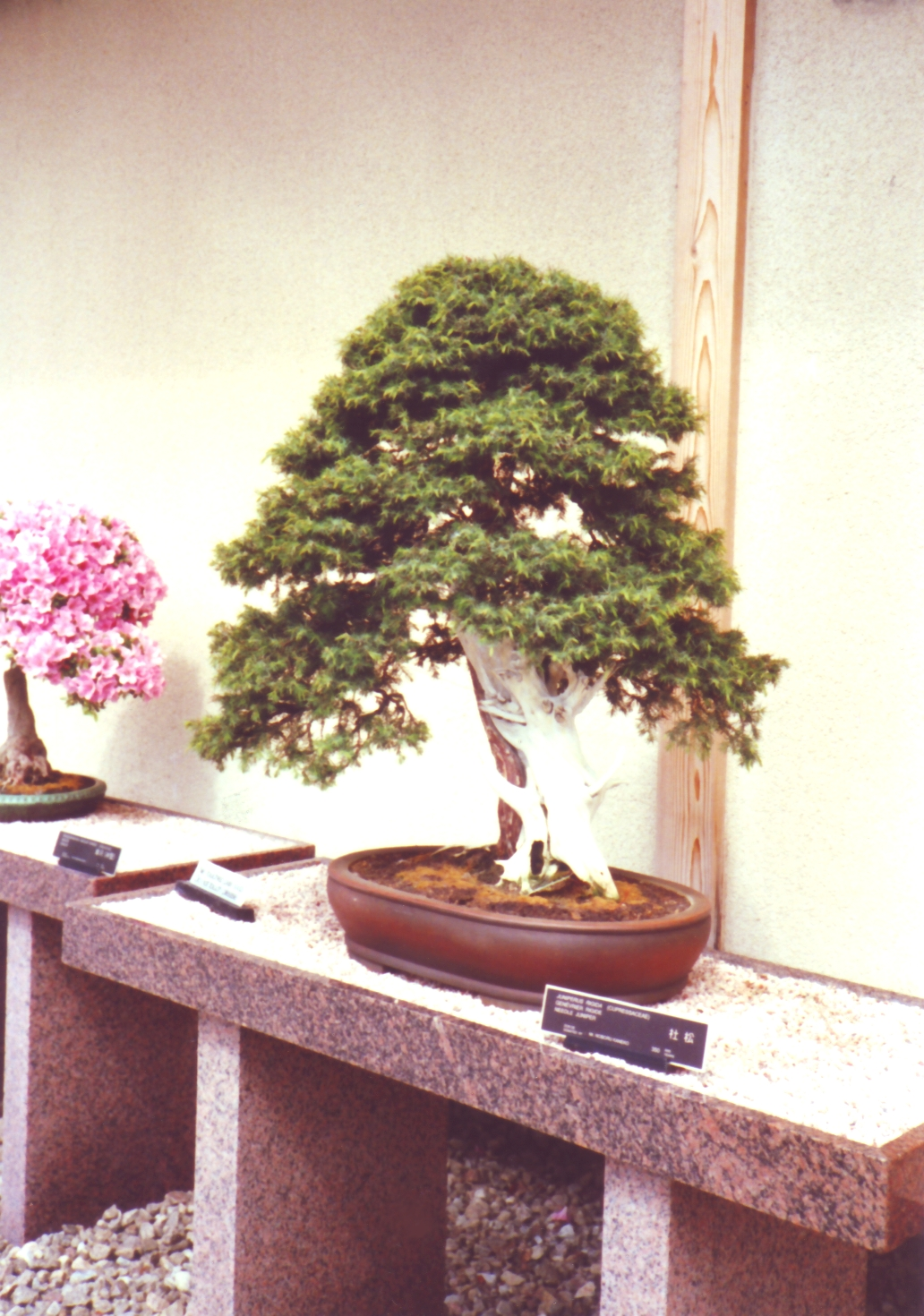